# Frans Johan Schweinsberg
Frans Johan Schweinsberg, soms ook: Franz Johann Schweinsberg (Maastricht, 3 december 1835 – Nijmegen, 12 januari 1913) was een Nederlands componist, muziekpedagoog, dirigent, pianist, violist en fluitist. Vooral voor composities binnen de lichtere muziek gebruikte hij het pseudoniem G. Renaud. 

## Levensloop
Hij was zoon van muzikant Christophe Ludwig Schweinsberg en Wigharda Aletta Heuvel. Hijzelf was getrouwd met Wilhelmina Sophia Roesteen en Geertruida Alberta Christina Thiën. Zoon uit het tweede huwelijk Franz Johan werd pianostemmervader werd begraven op Rustoord.
Schweinsberg werd in 1848 fluitist in het Muziekkorps van de Schutterij in Nijmegen. Hij kreeg een diploma voor piano, viool en als een van de eersten zang van de Nederlandsche Toonkunstenaars Vereeniging. Vanaf 1857 was hij muziekleraar in Rhenen, in 1859 te IJsselstein. Hij werd in 1865 kapelmeester van het korps van de Schutterij Amersfoort, al waar hij ook in 1880 les begon te geven aan leden van de Toonkunst Vereniging Amersfoort.
In 1886/1886 werd hij leraar aan de Rijkskweekschool te Nijmegen en kerkorganist voor de Waalse Gemeente aldaar. In 1906 werd hij onderscheiden als Officier de l'Académie Contemporaine een Frans instelling, die prijzen uitreikt voor verschillende artistieke werken, waaronder muziekcomposities. Hij was ook jarenlang docent viool aan en directeur van de Muziekschool voor onvermogenden (Volksmuziekschool) en zat als zodanig ook in jury’s bij concoursen.
Als componist schreef Schweinsberg rond 400 werken, vooral voor harmonie- en fanfareorkesten, zang en koren, maar de meeste gingen daarvan in de loop der tijden verloren.

## Composities (selectie)
Zijn Kroningsmarsch, en Rhapsodie hollandaise zijn in 2022 al jaren op compact disc verkrijgbaar.

### Werken voor harmonie- en fanfareorkesten
- 1905 Rhapsodie Hollandaise Nr. 1
- 1912 Feestmarsch 1813 - 1913

### Kamermuziek
- Fantasie Brillante et Originale, voor twee klarinetten en piano

### Werken voor piano
- Kerstliederen-krans, voor Amerikaansch orgel of piano (met zang ad libitum)
- Kroningsmarsch, voor twee piano’s opgedragen aan koning Willem III der Nederlanden
- Mina polka, mazurka

### Pedagogische werken
- Practische elementair-school voor vioolspel..., 3 delen